# Langues jabuti
Les langues jabuti (ou jabutí, yabuti) constituent un des groupes de la famille des langues macro-jê. Elles sont parlées au Brésil, dans l’État de Rondônia.

## Classification

### Histoire de l'étude du jabuti

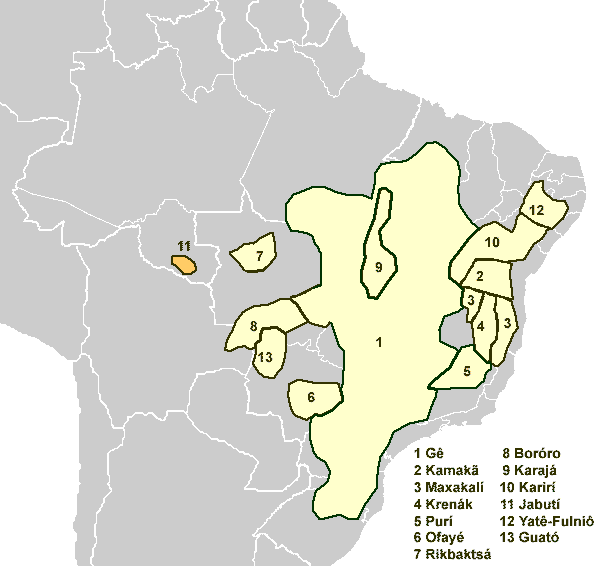
Les langues jabuti en jaune foncé

Jusqu'à une époque récente les langues jabuti étaient très peu documentées. Les données insuffisantes sur ces langues ont amené Rivet (1953) à les inclure dans la famille chibchane et Loukotka (1963) à les considérer comme une famille isolée.
Le premier, dans un travail non publié de 1935, à les rattacher à l'ensemble macro-jê est Curt Nimuendajú. Il est suivi dans cette voie par Joseph Greenberg.

### Liste des langues jabuti
Les langues jabuti sont au nombre de deux :
- djeoromitxí (en)
- arikapú